# SiRNA

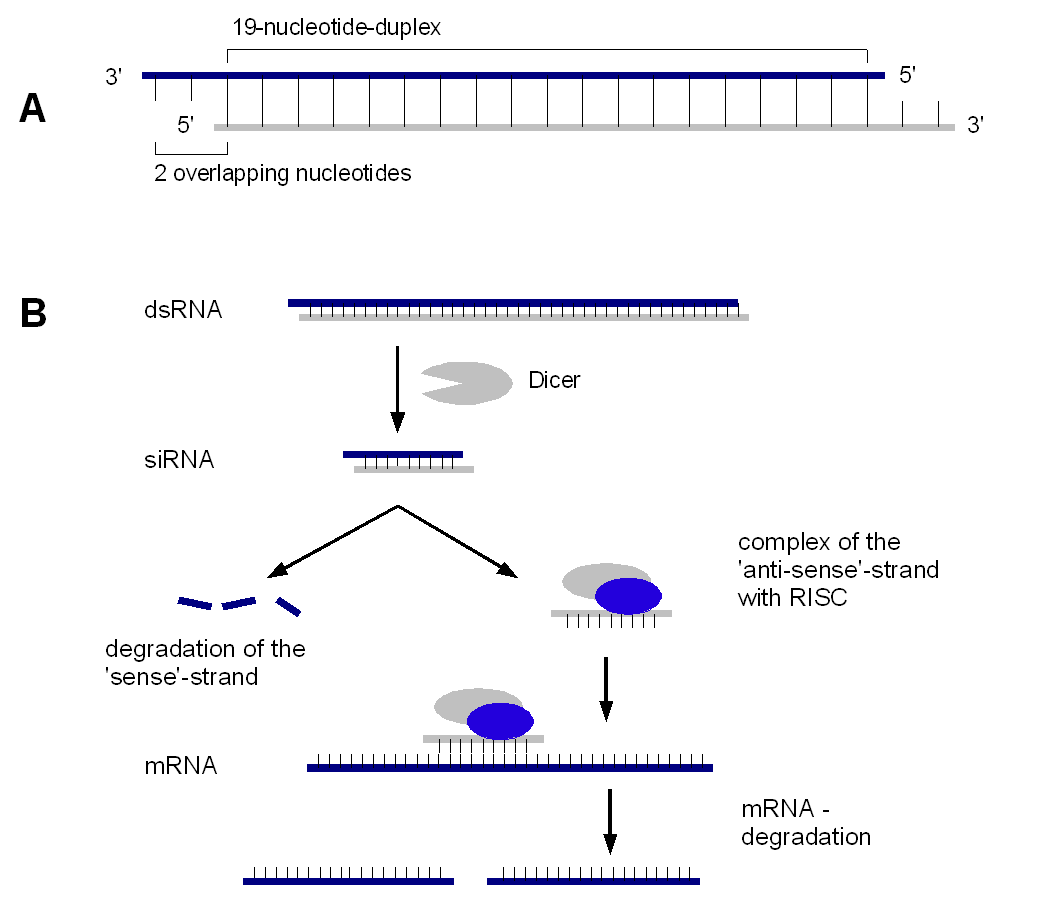
siRNAによるRNA干渉。

siRNA（small interfering RNA、低分子干渉RNA）とは21-23塩基対から成る低分子二本鎖RNAである。siRNAはRNA干渉（RNAi）と呼ばれる現象に関与しており、伝令RNA（mRNA）の破壊によって配列特異的に遺伝子の発現を抑制する。この現象はウイルス感染などに対する生体防御機構の一環として進化してきたと考えられている。siRNAは線虫や植物における転写後の遺伝子サイレンシング機構（PTGS）として存在することが報告されていたが、その後合成のsiRNAがヒトの細胞においてRNA干渉を引き起こすことが分かり、siRNAを用いたRNA干渉は遺伝子をノックダウンする方法として生物学および医薬分野の基礎研究に応用されていると共に、臨床への応用も期待されている。

## 構造

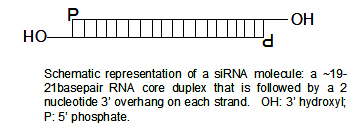
siRNAの構造。

siRNAは通常21塩基対の二本鎖RNAであるが、各RNA鎖の3'部分は2塩基分突出した構造をとる。siRNAはヘアピン状のRNAあるいは長鎖の二本鎖RNAからダイサーと呼ばれる酵素によって切り出されて産生されることが知られており、その結果としてそれぞれの鎖は5'末端にリン酸基と3'末端にヒドロキシル基を有した構造となっている。

## siRNAによるRNA干渉
siRNAの細胞内移入による遺伝子発現抑制は非常に画期的な手法であるが、その効果は一過性に過ぎないという欠点があり、siRNA発現ベクター（例:プラスミド）の導入による安定発現細胞株を確立することによりこの効果を持続化させることができる。細胞内に存在する長鎖の二本鎖RNAまたは細胞外から導入されたものはダイサーによって切り出されて低分子（21-23塩基対）のsiRNAへと変換される。二本鎖だったsiRNAはヘリカーゼと呼ばれる酵素の働きを受けて1本鎖に解離し、標的mRNAに対するエンドヌクレアーゼ活性（スライサー活性）を示すアルゴノート（Argonaute）タンパク質等と複合体（RISC）を形成する。この複合体の中で、siRNAは標的mRNAへと導くガイド役として機能している。